# Zgromadzenie Narodowe (Angola)
Zgromadzenie Narodowe (por. Assembleia Nacional) – jednoizbowy parlament Angoli. Składa się z 220 członków: 130 z nich wyłanianych jest według systemu proporcjonalnego, pozostałe 90 mandatów wybierane są w okręgach wyborczych. Kadencja Zgromadzenia Narodowego powinna trwać cztery lata.